# Erik Palm
Nils Erik Palm, född 18 januari 1912 i Lund, död där 14 juli 1987, var en svensk ögonläkare
Erik Palm var son till rektorn Svante Julius Palm. Efter studentexamen vid Helsingborgs högre allmänna läroverket 1930 blev han student vid Lunds universitet och avlade en medicine kandidatexamen och en medicine licentiatexamen där 1938. Palm var 1943–1944 amanuens vid Lunds lasaretts ögonklinik och underläkare där från 1945. År 1948 blev han medicine doktor vid Lunds universitet efter att ha disputerat med en avhandling om studier av fosfatjonernas transport från ögats kammarvätska till den övriga kroppen och använde radioaktiva fosforisotoper för att följa jonernas väg. Forskningen inför sin avhandling bedrev han vid Wenner-Greninstitutet i Stockholm och fortsatte under 1950-talet forskning i detta ämne hos V. Everett Kinsey i Detroit. Palm blev 1948 docent i oftalmiatrik vid Lunds universitet, 1949 biträdande överläkare vid ögonkliniken i Lund och 1955 extraordinarie docent där. År 1956 blev han överläkare vid Örebro lasaretts ögonklinik och var 1960–1978 professor i oftalmiatrik vid Lunds universitet och chef för ögonkliniken vid Lunds lasarett.
Palm blev 1961 ledamot av Kungliga Fysiografiska Sällskapet i Lund. Han är begravd på Östra kyrkogården i Lund.